# Туркестански хребет
Туркестанският хребет (на узбекски: Turkiston tizmasi; на киргизки: Түркстан кырка тоосу; на руски: Туркестанский хребет) е мощен планински хребет в западната част на планинската система Хисаро-Алай, разположен на територията на Таджикистан, Киргизстан и Узбекистан. Простира се от запад на изток на протежение около 340 km между западната част на Ферганската котловина и Гладната степ на север и дълбоката долина река Зеравшан на юг. На изток в района на т.нар. Матчинския планински възел се свързва с Алайския, Зеравшанския и Хисарския хребети на същата планинска система, а на запад завършва източно от град Самарканд. Максимална височина връх Скалисти 5621 m (39°37′10″ с. ш. 70°43′08″ и. д. / 39.619444° с. ш. 70.718889° и. д.), разположен в най-източната му част, на киргизска територия. Изграден е основно от шисти и пясъчници. Гребенът му е с характерни алпийски форми, а в източната част има няколко ледника, най-голям от които е Зеравшанският, от който води началото си река Зеравшан. Южните му склонове, обърнати към дълбоката долина на река Зеравшан са къси и стръмни, осеяни с голи скали и сипеи и частично покрити с планински степи. Северните му склонове са много по-дълги и полегати, частично обрасли с редки гори от арча (вид хвойна). По южните му склонове се стичат къси и бурни потоци десни притоци на Зеравшан, а по северните – много по-дълги и по-спокойни (Исфара, Казу Баглан, Алтикул, Зааминсу, Санзар и др.) леви притоци на Сърдаря или губещи се в пясъците на Гладната степ. В средната си част се пресича от прохода Шахристан (3378 m), през който преминава шосе от Душанбе за Ходжент

## Топографска карта
- J-42-А М 1:500000[2]
- J-42-Б М 1:500000[3]